# Warning of Danger
| Recensione        | Giudizio |
| ----------------- | -------- |
| AllMusic          | [ 2 ]    |
| Rock Hard tedesco | [ 3 ]    |

Warning of Danger è il secondo album in studio del gruppo musicale epic metal statunitense Omen.

## Il disco
Il disco è stato pubblicato in vinile nel 1985, negli Stati Uniti dalla Metal Blade Records e dalla Roadrunner Records in Europa.
Con questa uscita la band mostrò un'evoluzione a livello tecnico ed un suono più professionale, a discapito del fascino irruente che contraddistingue il loro album d'esordio. Le soluzioni stilistiche seguono i canoni del power metal americano e le tematiche trattate nei testi sono quelle tipiche dell'epic metal.
Il disco è stato stampato per la prima volta in CD nel 1989, includendo l'EP Nightmares del 1987 ad eccezione della traccia Termination già presente sull'album. Questa versione contiene anche la cover di Whole Lotta Rosie degli AC/DC in versione live. Nel 1996 ne è uscita una ristampa in edizione limitata e senza l'EP; successivamente è stato rimasterizzato ed inserito nel cofanetto intitolato Omen pubblicato nel 2003, sempre dalla Metal Blade Records. Questa edizione contiene la bonus track Termination (Live at San Antonio, Texas 1986) e l'intero EP Nightmares. Nel 2012 è stato ristampato dalla Pacheco Records su licenza della Metal Blade.

## Tracce
Testi e musiche di Kenny Powell - J.D. Kimball - Jody Henry, eccetto dove indicato

### Versione Standard
1. Warning of Danger – 4:25
2. March On – 4:04
3. Ruby Eyes (of the Serpent) – 3:49
4. Don't Fear the Night – 5:04
5. V.B.P. – 4:54 (Kenny Powell, Jody Henry) – (Instrumental)
6. Premonition – 1:47 (Kenny Powell, J.D. Kimball) – (Intro)
7. Termination – 3:33 (Kenny Powell, J.D. Kimball)
8. Make Me Your King – 3:50
9. Red Horizon – 3:38
10. Hell's Gates – 5:42

### Versione con l'EP "Nightmares"
1. Warning of Danger – 4:24
2. March On – 4:00
3. Ruby Eyes (of the Serpent) – 3:50
4. Don't Fear the Night – 5:04
5. V.B.P. – 4:51 – (Instrumental)
6. Premonition – 1:50 – (Intro)
7. Termination – 3:32
8. Make Me Your King – 3:50
9. Red Horizon – 3:37
10. Hell's Gates – 5:39
11. Nightmares – 2:48 (Omen)
12. Shock Treatment – 2:37 (Omen)
13. Dragon's Breath – 3:00
14. Bounty Hunter – 4:24
15. Whole Lotta Rosie (Live) – 3:53 – cover degli AC/DC

## Formazione
- Kenny Powell - chitarra, voce addizionale
- J.D. Kimball - voce
- Jody Henry - basso, voce addizionale
- Steve Wittig - batteria